# Dolichopeza sayi
Dolichopeza sayi är en tvåvingeart som först beskrevs av Johnson 1909.  Dolichopeza sayi ingår i släktet Dolichopeza och familjen storharkrankar. Inga underarter finns listade i Catalogue of Life.